# Watanabe Yanosuke
Watanabe Yanosuke (jap. 渡邊 彌之助) war ein japanischer Fußballspieler.

## Nationalmannschaft
1925 debütierte Watanabe für die japanische Fußballnationalmannschaft. Watanabe bestritt zwei Länderspiele. Mit der japanischen Nationalmannschaft qualifizierte er sich für die Far Eastern Championship Games 1925.